# Māris Vartiks
Māris Borisovičs Vartiks (russisch Марис Борисович Вартикс Maris Borissowitsch Wartiks; * 18. Februar 1987 in Riga, Lettische SSR) ist ein ehemaliger lettischer Billardspieler, der in der Billardvariante Russisches Billard antrat.
Er wurde 2003 Weltmeisterschaftsdritter in der Disziplin Freie Pyramide und ist damit neben dem Italiener Giorgio Margola der einzige WM-Medaillengewinner im Russischen Billard, der nicht aus den GUS-Staaten stammt. Darüber hinaus wurde Vartiks 2007 EM-Dritter und gewann 2013 den Moskauer Bürgermeisterpokal.

## Karriere
Im Juni 2000 nahm Māris Vartiks in Kirkel im Alter von 13 Jahren an der Weltmeisterschaft in der Freien Pyramide teil und verlor in der Runde der letzten 32 gegen Jewgeni Sosykin. Nachdem er beim Baltic Cup in der Vorrunde ausgeschieden war, erreichte er bei der WM 2001 das Achtelfinale, in dem er gegen Juri Lobatsch verlor, und besiegte bei der WM 2002 unter anderem den früheren Poolbillardweltmeister Ralf Souquet, bevor er in der Runde der letzten 32 dem späteren Finalisten Aslan Busojew unterlag. Bei der Europameisterschaft 2002 schied er in der Vorrunde aus.
Im Mai 2003 erzielte Vartiks seinen bis dahin größten Erfolg, als er unter anderem durch Siege gegen Vijay Drangoy und den ehemaligen Weltmeister Qanybek Saghyndyqow als bislang einziger Lette ins Halbfinale der Weltmeisterschaft einzog, in dem er sich dem zweimaligen Titelträger Jewgeni Stalew mit 2:5 geschlagen geben musste. Auch bei den folgenden Turnieren erzielte er gute Ergebnisse, so erreichte er beim Baltic Cup, bei dem er unter anderem Emil Mudarissow und Kanybek Sagynbajew besiegte, das Viertelfinale und bei der EM 2003 das Achtelfinale. Am Jahresende nahm er am Top-16-Einladungsturnier teil und gelangte ins Viertelfinale.
Während er bei der WM 2004 in der Runde der letzten 32 ausschied, erreichte Vartiks bei den Europameisterschaften 2004 und 2005 erneut das Achtelfinale. Nachdem er beim ersten Europacupturnier 2005 in der Runde der letzten 64 ausgeschieden war, zog er im September 2005 in Sankt Petersburg unter anderem durch einen Sieg gegen Vizeweltmeister Oleh Matschtakow ins Endspiel ein, in dem er sich gegen Wladimir Wainzwaig mit 6:1 durchsetzte und somit seinen ersten Europacupsieg erzielte. Bei den beiden folgenden Europacupevents kam er jedoch nicht über das Achtelfinale hinaus. Im November 2005 gelangte er bei der WM ins Achtelfinale.
In das Jahr 2006 startete Vartiks mit seinem zweiten Europacupsieg, als er unter anderem Kirill Anischtschenko und Jauhen Kurta besiegte und sich im Endspiel gegen Daniil Boguschewski mit 7:5 durchsetzte. Nachdem er bei der EM 2006 in der Vorrunde ausgeschieden war, gewann er im Juni in Minsk nach einer Halbfinalniederlage gegen Kirill Anischtschenko eine weitere Europacupmedaille. Im Oktober 2006 gewann er beim Weltcup in der Disziplin Dynamische Pyramide Bronze, nachdem er im Semifinale erneut gegen Anischtschenko verloren hatte.
Bei der EM 2007 gelangte Vartiks ins Halbfinale, in dem er sich dem Titelverteidiger Oleksandr Palamar mit 3:6 geschlagen geben musste. Daneben erreichte er 2007 bei zwei Turnieren des Grand Prix der eurasischen Städte das Halbfinale und schied beim Kremlin Cup im Achtelfinale aus, bevor er bei der WM 2007 in die Runde der letzten 32 gelangte. Anfang 2008 nahm Vartiks zum letzten Mal an einer Weltmeisterschaft teil, diesmal in der Disziplin Kombinierte Pyramide. Mit Siegen gegen Vijay Drangoy und Aleh Retschyz erreichte er das Achtelfinale, in dem er dem späteren Finalisten Jaroslaw Wynokur mit 3:5 unterlag.
Nach drei Jahren Pause spielte Vartiks ab 2011 wieder einige regionale Turniere in seiner Heimatstadt Riga und 2013 kehrte er noch einmal auf die internationale Bühne zurück. Im Mai gewann er überraschend den Moskauer Bürgermeisterpokal, sein erstes überregionales Turnier seit mehr als fünf Jahren, nachdem er unter anderem Sergei Tusow und Nikita Liwada besiegt hatte, und sich im Finale gegen Wladimir Wainzwaig mit 7:3 durchsetzte. Im November 2013 schied er bei den St. Petersburg Open in der Vorrunde aus und beendete anschließend seine Karriere.
Seit seinem Karriereende spielt Vartiks hobbymäßig Poolbillard. 2016 und 2017 nahm er auf der Euro-Tour an den Dutch Open teil und schied in der Vorrunde aus.

## Erfolge
| Ergebnis | Jahr   | Turnier                     | Finalgegner         | Endstand |
| -------- | ------ | --------------------------- | ------------------- | -------- |
| Sieger   | 2005/3 | Europacup (Fr. Pyr.)        | Wladimir Wainzwaig  | 6:1      |
| Sieger   | 2006/1 | Europacup (Fr. Pyr.)        | Daniil Boguschewski | 7:5      |
| Sieger   | 2013   | Moskauer Bürgermeisterpokal | Wladimir Wainzwaig  | 7:3      |

## Teilnahmen an Weltmeisterschaften
| Disziplin            | 1999              | 2000              | 2001              | 2002              | 2003              | 2004              | 2005              | 2006              | 2007 | 2008  |
| -------------------- | ----------------- | ----------------- | ----------------- | ----------------- | ----------------- | ----------------- | ----------------- | ----------------- | ---- | ----- |
| Freie Pyramide       | ?                 | L32               | A                 | L32               | H                 | L32               | A                 | –                 | L32  | –     |
| Dynamische Pyramide  | nicht ausgetragen | nicht ausgetragen | nicht ausgetragen | nicht ausgetragen | nicht ausgetragen | nicht ausgetragen | nicht ausgetragen | nicht ausgetragen | –    | n. a. |
| Kombinierte Pyramide | nicht ausgetragen | nicht ausgetragen | nicht ausgetragen | nicht ausgetragen | nicht ausgetragen | nicht ausgetragen | nicht ausgetragen | nicht ausgetragen | –    | A     |
| Quelle:              |                   |                   |                   |                   |                   |                   |                   |                   |      |       |

| Legende | Legende                               |
| ------- | ------------------------------------- |
| S       | Sieger                                |
| F       | Finalist                              |
| HF / H  | Halbfinalist                          |
| VF / V  | Viertelfinalist                       |
| AF / A  | Achtelfinalist                        |
| LX      | Niederlage in der Runde der letzten X |
| R2      | Niederlage in Runde 2                 |
| R       | Vorrundenaus/Niederlage in Runde 1    |
| –       | nicht teilgenommen                    |
| n. a.   | nicht ausgetragen                     |